# HD 195986
HD 195986，又名BD+42 3778，SAO 49772、HR 7861，是一颗恒星，视星等为6.6，位于銀經81.69，銀緯1.96，其B1900.0坐标为赤經20h 29m 23.4s，赤緯+42° 1.96′ 1″。